# Patrick Leahy
 Der er flere personer med dette navn, se Patrick Leahy (atlet).
Patrick Joseph Leahy (født 31. marts 1940 i Montpelier i Vermont i USA) er en amerikansk, demokratisk politiker. Han har været senator for delstaten Vermont siden 1975. Leahy er ordfører i senatets justitskomite. Han har siden 17. december 2012 været president pro tempore i Senatet.
Han aflagde i 1961 eksamen ved Saint Michael's College i Vermont, og i 1964 sin juraeksamen ved Georgetown University Law School.